# Hong Soo-ah
Hong Soo-ah, pseudonimo di Hong Geun-youn (Hwaseong, 30 giugno 1986), è un'attrice sudcoreana.
Ha preso parte a numerosi film, serie televisive e varietà, recitando anche in Cina per alcuni anni prima di tornare nel 2016 in Corea del Sud.

## Filmografia

### Cinema
- Yeogogoedam 3: Yeo-ugyedan (여고괴담 3: 여우계단?), regia di Yoon Jae-yeon (2003)
- Jopok manura 2: Dor-a-on jeonseol (조폭 마누라 2 - 돌아온 전설?), regia di Jung Seung-hoon (2004)
- Face (페이스?), regia di Yoo Sang-gon (2004)
- Jambokgeunmu (잠복근무?), regia di Park Kwang-chun (2005)
- Yeon-ae-ui gisul (연애의 기술?), regia di Lee Soo-sung (2013)
- Yuanling (怨灵S), regia di Yijian Tong (2014)
- Malice (멜리스?, MelliseuLR), regia di Kim Yong-woon (2015)
- Yeongmo: Baran-ui sidae (역모: 반란의 시대?), regia di Kim Hong-sun (2017)
- Wu mou zhi sha (无眸之杀S), regia di Rong Shen (2018)

### Televisione
- Nonstop (논스톱?) – sitcom (2004)
- Jag-eob-ui gosu (작업의 고수?) – serial TV (2005)
- Na-ui munjejeok geunyeo (나의 문제적 그녀?) – film TV (2006)
- 101beonjjae propose (101번째 프러포즈?) – serial TV (2006)
- Haneulmankeum ttangmankeum (하늘만큼 땅만큼?) – serial TV (2007)
- Nae sarang geumji-og-yeob (내 사랑 금지옥엽?) – serial TV (2008)
- Chogeonbang (초건방?) – serial TV (2009)
- Namjareul mid-eonne (남자를 믿었네?) – serial TV (2011)
- Gangcheolbonsaek (강철본색?) – film TV (2012)
- Dae-wang-ui kkum (대왕의 꿈?) – serial TV (2013)
- Wenzhou liang jiaren (温州两家人S) – serial TV (2015)
- Kkeutkkaji sarang (끝까지 사랑?) – serial TV (2018)
- Bolsae 2020 (불새 2020?) – serial TV (2020)

## Riconoscimenti
- APAN Star Award
  - 2015 – Premio stella dell'hallyu[4]

- Asia Model Award
  - 2016 – Premio attrice stella dell'Asia

- KBS Drama Award
  - 2018 – Candidatura Premio all'eccellenza, attrice in un drama giornaliero per Kkeutkkaji sarang

- MBC Entertainment Award
  - 2005 – Meglio vestita[5]

- SBS Drama Award
  - 2020 – Candidatura Premio alla massima eccellenza, attrice in un drama di durata medio-lunga per Bulsae 2020